# Lisa Stock
Lisa Stock (* 6. Juni 1994 in Schönebeck) ist eine ehemalige deutsche Volleyballspielerin.

## Karriere
Lisa Stock begann ihre Volleyballkarriere in Schönebeck. Im Alter von 13 Jahren kam sie zum Bundesstützpunkt nach Dresden. Ab 2012 spielte sie in der Ersten Bundesliga für den Dresdner SC.
Im August 2012 nahm die Libera an der U19-Europameisterschaft in Ankara teil. Sie spielte 46-mal für die Junioren-Nationalmannschaft. 2013 erreichte Lisa Stock mit dem Dresdner SC das Finale um die deutsche Meisterschaft. In der folgenden Saison gewann sie erstmals den Titel. Den Erfolg konnte sie 2015 und 2016 wiederholen. 2016 gewann sie mit Dresden außerdem den DVV-Pokal. 2016/17 spielte sie beim Bundesliga-Aufsteiger Schwarz-Weiss Erfurt. Dort wurde sie allein achtmal zur MVP (Most Valuable Player – wertvollste Spielerin) ihres Teams nominiert. Anschließend wechselte sie zum Ligakonkurrenten 1. VC Wiesbaden.  Hier absolvierte sie in vier Spielzeiten 65 Pflichtspiele und beendete nach Abschluss der Saison 2020/21 ihre professionelle Volleyballkarriere. 